# Route nationale 554
Pour les articles homonymes, voir Route 554.
La route nationale 554 était une route nationale française reliant Plan-de-Manosque à Hyères.
À la suite de la réforme de 1972, la RN 554 a été déclassée en RD 4 dans les Alpes-de-Haute-Provence et en RD 554 dans le Var. Entre Solliès-Pont et La Farlède, le tronc commun avec la RN 97 est resté immatriculé RN 97, avant d'être déclassé RD 97.

## Ancien tracé

### Entre Plan-de-Manosque et Brignoles
- Plan-de-Manosque, commune de Gréoux-les-Bains (km 0)
- Vinon-sur-Verdon (km 10)
- Ginasservis (km 18)
- La Verdière (km 28)
- Varages (km 34)
- Tavernes (km 40)
- Barjols (km 45)
- Châteauvert (km 53)
- Le Val (km 62)
- Brignoles (km 67)

### Entre Brignoles et Hyères
- Brignoles (km 67)
- Les Consacs (km 68) D43
- Les Fontaites (km 77)
- Forcalqueiret (km 78)
- Garéoult (km 81)
- Méounes-lès-Montrieux (km 90)
- Belgentier (km 96)
- Solliès-Toucas (km 101)
- Solliès-Pont (km 103) N 97
- La Farlède (km 106)
- La Crau (km 110)
- Hyères (km 114)